# 萬星威
萬星威（英語：Munsingwear），是源於美國明尼蘇達州的內衣製造商，旗下的企鵝牌Polo衫於1955年推出，至今已是舉世聞名的高爾夫球服裝品牌，它的代言人都是一線明星，包括畢·彼特、杰克·吉林哈尔、黃曉明、木村拓哉等。